# Авраменко, Роман Валерьевич
Авраменко Роман Валериевич (укр. Роман Валерійович Авраменко, род. 23 марта 1988, Кировское, Крымская область) — украинский легкоатлет, который специализируется в метании копья. Серебряный призёр чемпионата мира среди юношей 2005 года. Бронзовый призёр чемпионата мира среди юниоров 2006 года. Серебряный призёр чемпионата Европы среди юниоров 2007 года. Серебряный призёр Универсиады 2011 года. Участник Олимпийских игр 2008 и 2012 годов. 
13 июля 2013 года стал победителем соревнований KBC Night of Athletics с результатом 84,23 м. На чемпионате мира 2013 года в Москве занял 5-е место.
Личный рекорд — 84,48 м.